# Lago Baskunčak
Il lago Baskunčak (in russo Баскунчак?; in kazako Баскүнжақ?, Baskünjaq) è un lago salato di 115 km² nell'Oblast' di Astrachan', in Russia, situato a circa 270 km a nord del Mar Caspio e 53 km a est del Volga. Dal 1997 l'area è protetta come parte della Riserva Naturale di Bogdinsko-Baskunčakskij.

## Geografia
La superficie del lago si trova in una depressione di 21 m sotto il livello del mare. È alimentato da un fiume che attinge da un'area di 11.000 km². La salinità del lago è di circa 300 g/l, mentre il sale estratto ha un'elevata purezza del 99,8% di cloruro di sodio.
A sud del lago, il monte Grande Bogdo (Большое Богдо, Bol'šoje Bogdo) si erge a 150 m sul livello del mare, formando la quota più alta della depressione caspica. La collina è spinta in alto di circa 1 mm all'anno da una diapiro salino. Doline e grotte carsiche fino a 1,5 km di lunghezza si inoltrano attraverso la collina. È anche l'unica area in Europa in cui affiorano i lagerstätte del Triassico. Per il locale popolo dei Calmucchi è un luogo sacro.

## Storia

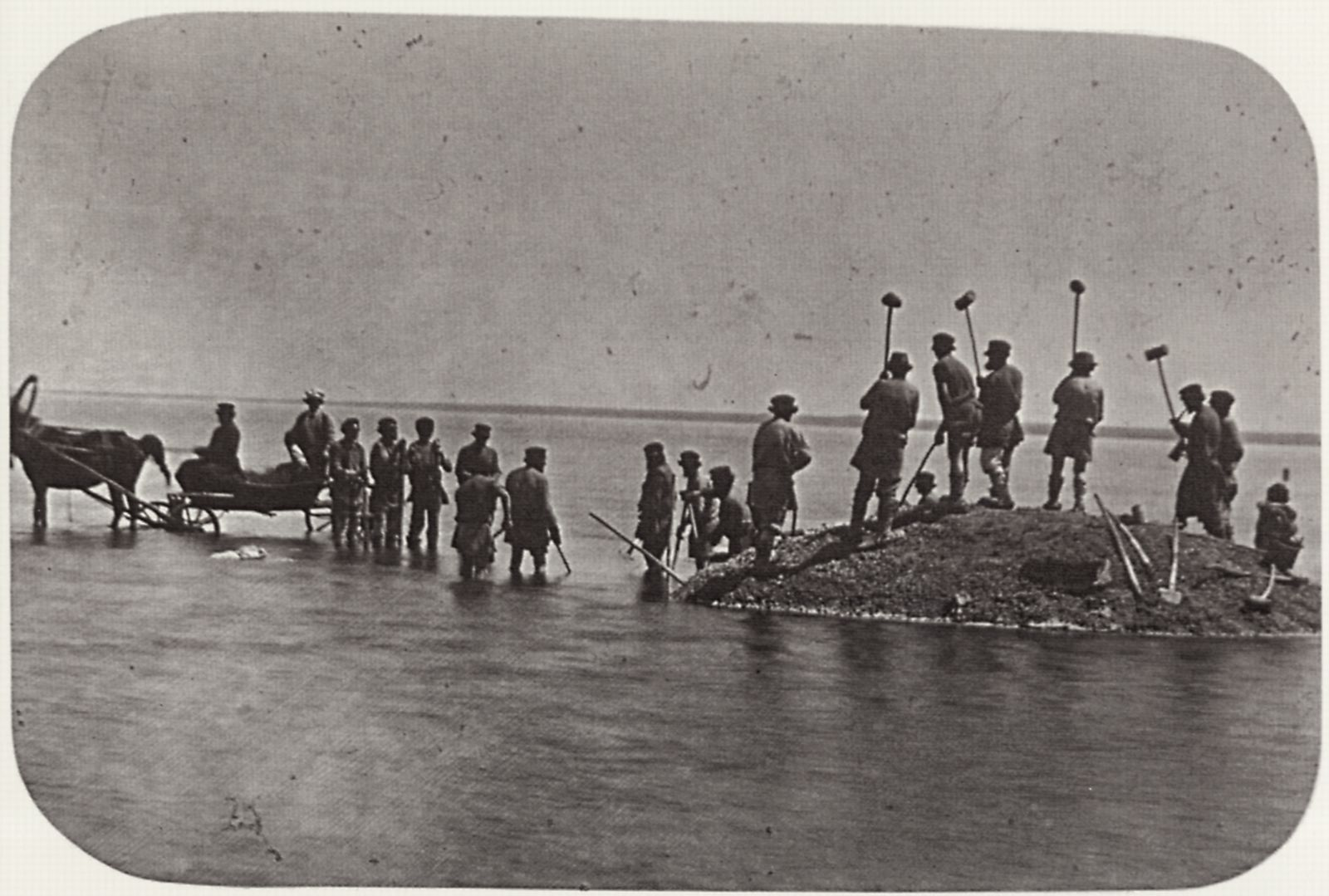
Estrazione del sale nel XIX secolo

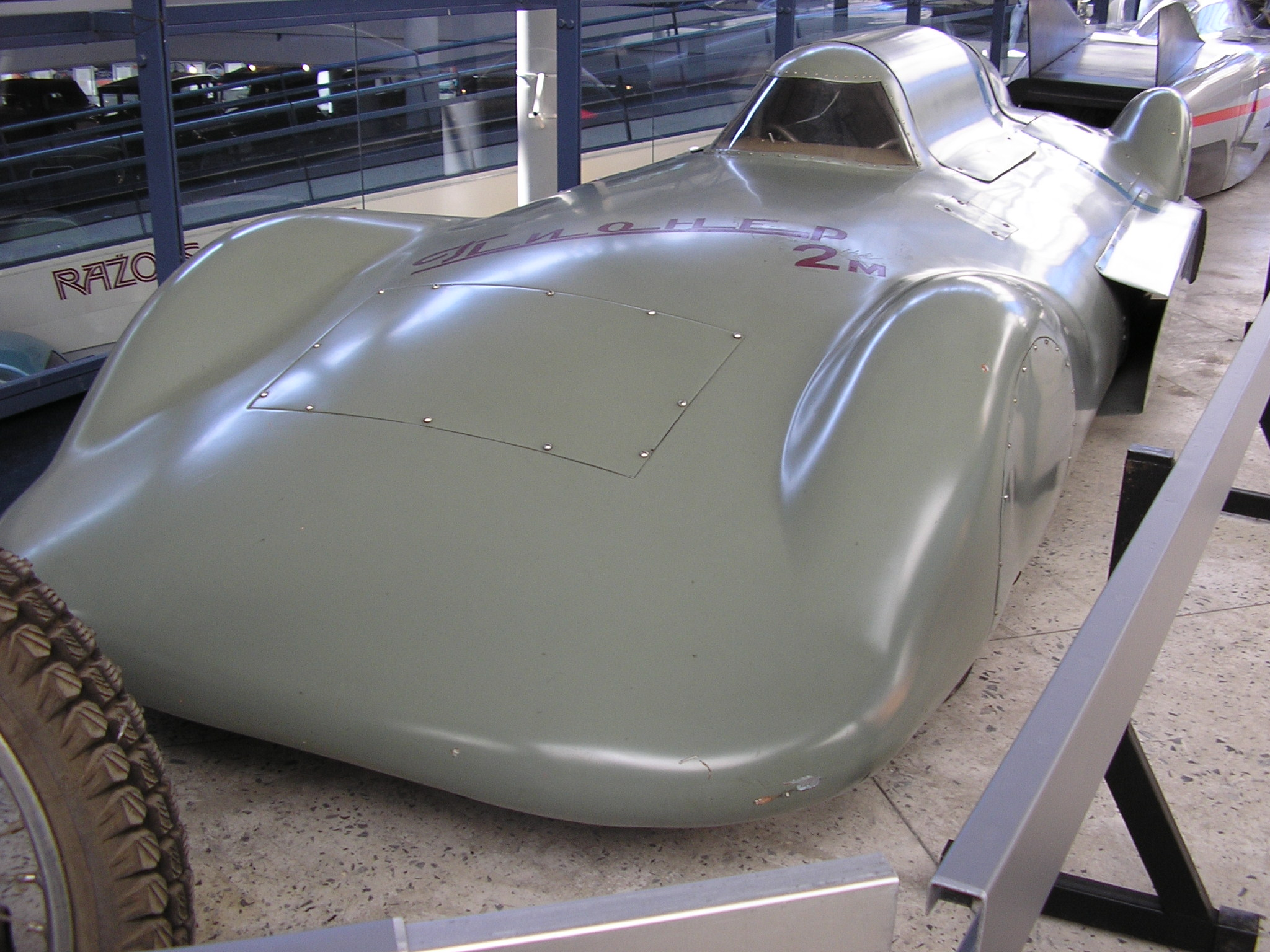
Il Pioner-2M stabilì il record di 311,4 km/h nel 1963

Dall'VIII secolo il suo sale veniva estratto e commerciato lungo la via della seta.
Il lago Baskunčak è stato menzionato ufficialmente per la prima volta nel 1627 nel Libro del Grande Disegno, la prima descrizione geografica della Russia, e descrittp come un luogo "dove il sale puro si rompe come il ghiaccio".
Tra il 1884 e il 1918 fu realizzata la ferrovia del Baskunč (Баскунчакская железная дорога, Baskunčakskaja zeleznaja doroga) tra il lago e il molo di Vladimir nel Governatorato del fiume Astrachan'. Dal 1918 la ferrovia entrò a far parte della Ferrovia Rjazan'-Ural, che nel 1953 si fuse con la Ferrovia del Volga.
Dal 1960 al 1963, sul lago Baskunčak fu realizzato un circuito automobilistico di 20 chilometri per stabilire i primati di velocità dell'Unione Sovietica. Durante le gare furono stabiliti 29 record nazionali di velocità (19 dei quali superiori a quelli internazionali), tra cui il record assoluto di 311,4 km/h realizzato nel 1963 da I. Tikhomirov sul "Pioner-2M"). A causa dell'aumento dell'estrazione del sale e del conseguente deterioramento delle condizioni idrogeologiche, la superficie del lago è diventata inadatta per le gare da record e i piloti automobilistici nazionali hanno perso un luogo di competizione unico.
Nel 1997 fu istituita la riserva naturale di Bogdinsko-Baskunčakskij, regolamentata da un regime ambientale speciale su un'area di 53,7 mila ettari.

## Economia

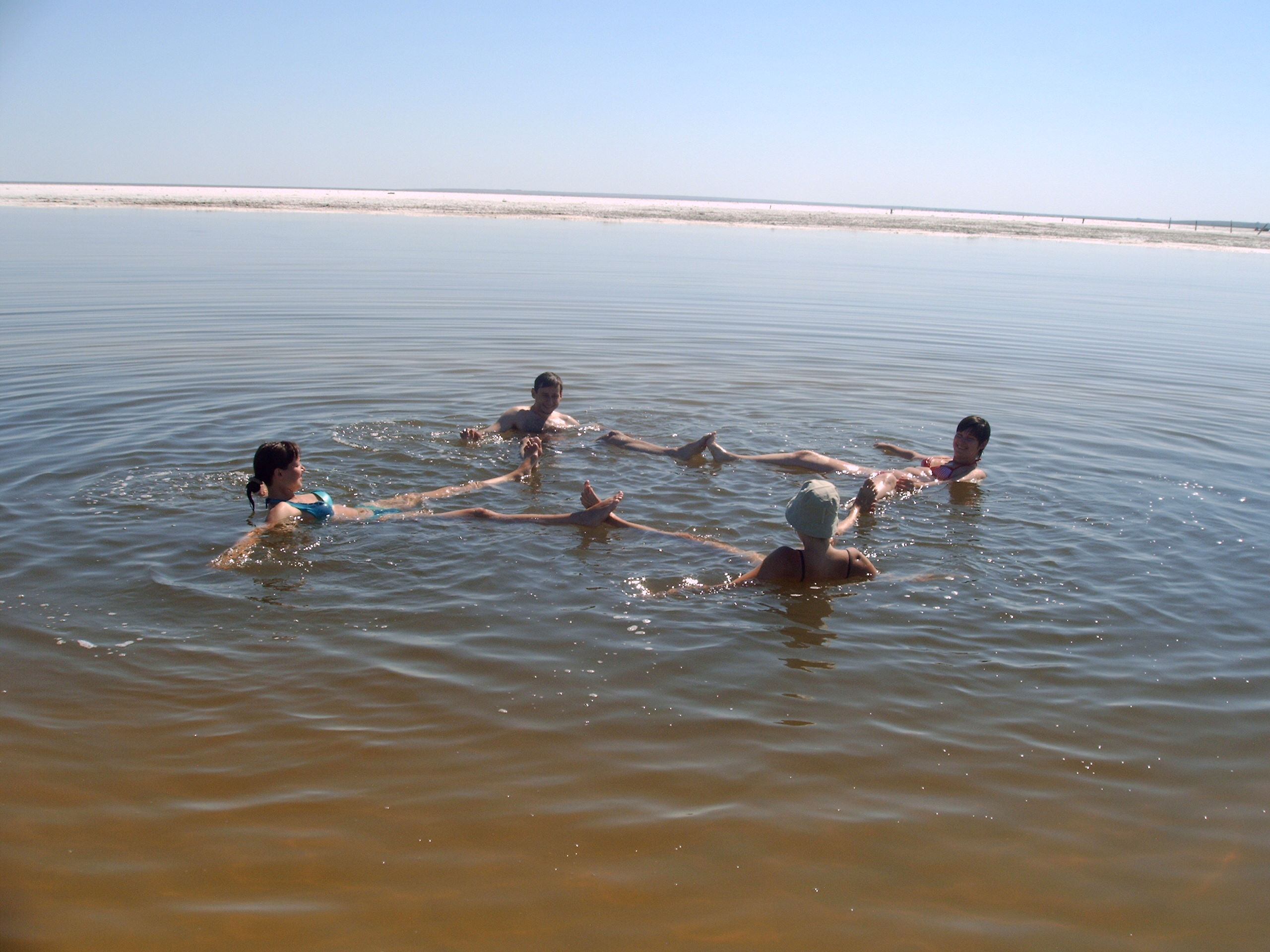
Turisti nel lago

L'estrazione del sale copre circa l'80% della produzione di sale della Russia. A seconda della domanda, vengono estratte da 1,5 a 5 milioni di tonnellate di sale all'anno.
Sulla costa del lago sono presenti depositi di argille medicinali e fanghi. L'alta stagione della stagione turistica qui è nei mesi estivi, da maggio a settembre. Le condizioni naturali della zona sono davvero uniche: l'aria curativa è ricca di bromo e fitoncidi, fango e limo solfureo, simile per effetto e composizione al fango del Mar Morto, salamoia di cloruro di sodio contenente macrocomplessi e oligoelementi.